# Carl Happich
Carl Happich (* 19. April 1878 in Speckswinkel; † 18. Juni 1947 in Darmstadt) war ein deutscher Meditationslehrer und -therapeut, Freimaurer, Internist und dirigierender Arzt des Elisabethenstiftes in Darmstadt. Er ist heute fast vergessen, obwohl er zu den Pionieren moderner Meditationspraxis gehört. Er entwickelte neue Formen der Meditation, die er in der Psychotherapie und für spirituelle Reformprojekte im Rahmen der Freimaurerei und der evangelischen Kirche einsetzte. Seine Versuche waren im Milieu von Brückeninstitutionen angesiedelt, die zwischen traditionellen Organisationen mit religiösen Zielen und modernen Formen der Lebensgestaltung im säkularen Bereich zu vermitteln versuchten.

## Leben
Über Happichs Kindheit ist wenig bekannt, er entstammte einem oberhessischen lutherischen Pfarrhause, der Pfarrer Friedrich Happich war sein Bruder. Er wurde Chefarzt in Darmstadt, nachdem er ein Medizinstudium in Marburg und in München absolviert und zeitweise als Assistenzarzt in der gynäkologischen Klinik der Universität Marburg gearbeitet hatte. Er war verheiratet mit Vera Happich, die einer Musikerfamilie entstammte, und hatte eine Tochter, Ingeborg Haller (geb. Happich, 1910–1996). Er nahm als Militärarzt am Ersten Weltkrieg teil. Nach dem Ersten Weltkrieg war er Gausanitätsleiter des Stahlhelm Bund der Frontsoldaten – eine der nationalkonservativen Deutschnationalen Volkspartei nahestehende paramilitärische Organisation.
Carl Happich war Gründungsmitglied sowie der erste Logenmeister (von 1921 bis 1930) der heute noch bestehenden Freimaurerloge Zum flammenden Schwert in Darmstadt. Seine meditativen aber auch mystischen Ansätze werden dort immer noch gepflegt. Erwin Rousselle und Karl Bernhard Ritter waren ebenfalls Mitglieder derselben Loge. Sie arbeitet unter der Konstitution der Großen Landesloge der Freimaurer von Deutschland. Nach der Schließung aller Freimaurerlogen in Deutschland durch die Nationalsozialisten wurde Happich unter Beobachtung genommen.
Er war Mitbegründer der 1920 von Hermann Graf Keyserling ins Leben gerufenen „Schule des Weisheit“, die Keyserling auf Einladung des ehemaligen Großherzogs Ernst Ludwig von Hessen und mit seiner Unterstützung sowie der Unterstützung des Verlegers Otto Reichl gründete. Die „Schule der Weisheit“ versteht sich als eine Lebensschule und vor allem eine Begegnungsstätte für maßgebliche Persönlichkeiten des geistigen Lebens. Zu den prominenten Förderern des Vorhabens gehörte Thomas Mann. Zwischen 1921 und 1924 wurden dort regelmäßige, mehrtägige Exerzitien und Meditationsübungen durchgeführt, deren Schöpfer und Leiter der Philosoph und spätere Sinologe Erwin Rousselle war, der ebenfalls Mitglied der Darmstädter Freimaurerloge „Zum flammenden Schwert“ war. Er gehört zu den Unterzeichnern des 1926 erschienenen „Berneuchener Buches“. Ab 1930 lehrte er in der Berneuchener Bewegung Meditation und 1931 war er mit Wilhelm Stählin und Karl Bernhard Ritter Gründungsmitglied der evangelischen Michaelsbruderschaft.

## Werk
Nach dem Ersten Weltkrieg begann Happich neben seiner ärztlichen Arbeit auch psychotherapeutisch tätig zu werden. Er selbst bezeichnete seine Arbeit als „therapeutische Meditation“. 1932 veröffentlichte er im „Zentralblatt für Psychotherapie“ einen für die Zeit verblüffenden und höchst innovativen Beitrag: Das Bildbewußtsein als Ansatzstelle psychischer Behandlung.
In der evangelischen Kirche sowie in der Freimaurerei wirkte Happich als spiritueller Reformer. In der Freimaurerei versuchte er mittels spezieller Übungen, einen neuartigen Umgang mit den freimaurerischen Symbolen und Ritualen zu eröffnen. Er verstand die Grundbedeutung der Meditation als „Gang in die Mitte“. In die Mitte gehen, bedeutete für ihn, dass sich-Bewusstsein des Verstandes zu verlassen und den Gang ins seelische Zentrum anzutreten. Dabei ist heute klar, dass es sich hier um eine Beschreibung einer bestimmten Handlung, die während der ersten sechs Grade (von 10 Graden) der Großen Landesloge der Freimaurer von Deutschland in den rituellen Arbeiten immer wieder vollführt wird. In der Mitte des Tempels befindet sich eine Arbeitstafel (auch Arbeitsteppich genannt). In der Großen Landesloge der Freimaurer von Deutschland besitzt jeder Grad eine eigene Arbeitstafel. Während im Tempel der Gang in die Mitte fassbar nachgestellt wird, um dem Freimaurer eine Art Initialzündung für den seelischen Gang in die Mitte zu geben, so soll der meditative Weg ins seelische Zentrum das Bewusstsein verändern. Der Bereich des rationalen Denkens sei laut Happich eine Errungenschaft neuerer Zeit, die sich am stärksten in der Zeit der Aufklärung herauskristallisiert hat. Dadurch überwiege heute das Denkbewusstsein: „ihm zugrunde (dem Denkbewusstsein) liege eine archaische Schicht des Bewusstseins, die Happich «Bildbewusstein» nennt. Unter «Bildern» versteht er sinnenhaft anschauliche, überwiegend visuelle Phantasien und Erinnerungen. Das Bildbewusstsein fungiert bei ihm als Zwischenschicht zwischen dem Unbewussten bzw. dem in dessen Tiefe verborgenen bildlosen Seelengrund und dem Denkbewusstsein. […] Beim gesunden Menschen finde ein dauernder Ausgleich zwischen Denk- und Bildbewusstsein statt“.
Er benutzt bewusst in seinen Schriften Kreuze als Projektionsfläche für Meditationen. Es wird deutlich, dass sein meditativer Ansatz aus der Sicht eines Andreasmeisters (VI. Grad) geschrieben ist, aber für die Belange eines jedermanns, der sich um die Meditation bemüht. Happich hat seinen praktischen Bezug zur Meditation durch Kreuze wahrscheinlich aus seinem freimaurerischen Umfeld hergeleitet. Das zentrale Thema bleibt dabei das Andreaskreuz.

## Methode
Die von Happich entwickelten Selbstpraktiken, die er in seinem Buch „Anleitung zur Meditation“ beschreibt, bieten eine Wirklichkeitsentfaltung auf Ebene des allegorischen Denkens, eines neuen Verständnisses von Symbol und Gleichnis und nicht zuletzt als Vermittler der erfahrbaren Wirklichkeit Gottes. Der natürliche Ausgleich zwischen beiden Bewusstseinsarten (Denk- und Bildbewusstsein) ist laut ihm verloren gegangen und müsse durch Meditation wieder erlernt und antrainiert werden. Ein Teil davon vermag z. B. das freimaurerische Ritual mit auf den Weg zu geben, aber einiges bleibt auf der Strecke; geschuldet dem starren Rahmen eines Rituals. Carl Happich geht einen Schritt weiter und ergänzt das freimaurerische Ritual und bedient sich dabei der Meditation über verschiedene Arten von Kreuzen als Hilfsmittel; so wie sich die Freimaurerei der Rituale als Überträger ihrer moralischen Grundvorstellungen bedient.

## Schriften
- Carl Happich: Anleitung zur Meditation kommentiert von Giovanni Grippo. 4. Auflage. Giovanni Grippo Verlag, Oberursel 2014, ISBN 978-3-942187-26-8.